# Cima minima
Cima minima är en snäckart som först beskrevs av John Gwyn Jeffreys 1858.  Cima minima ingår i släktet Cima, och familjen Cimidae. Arten har ej påträffats i Sverige.